# 中华人民共和国物资部

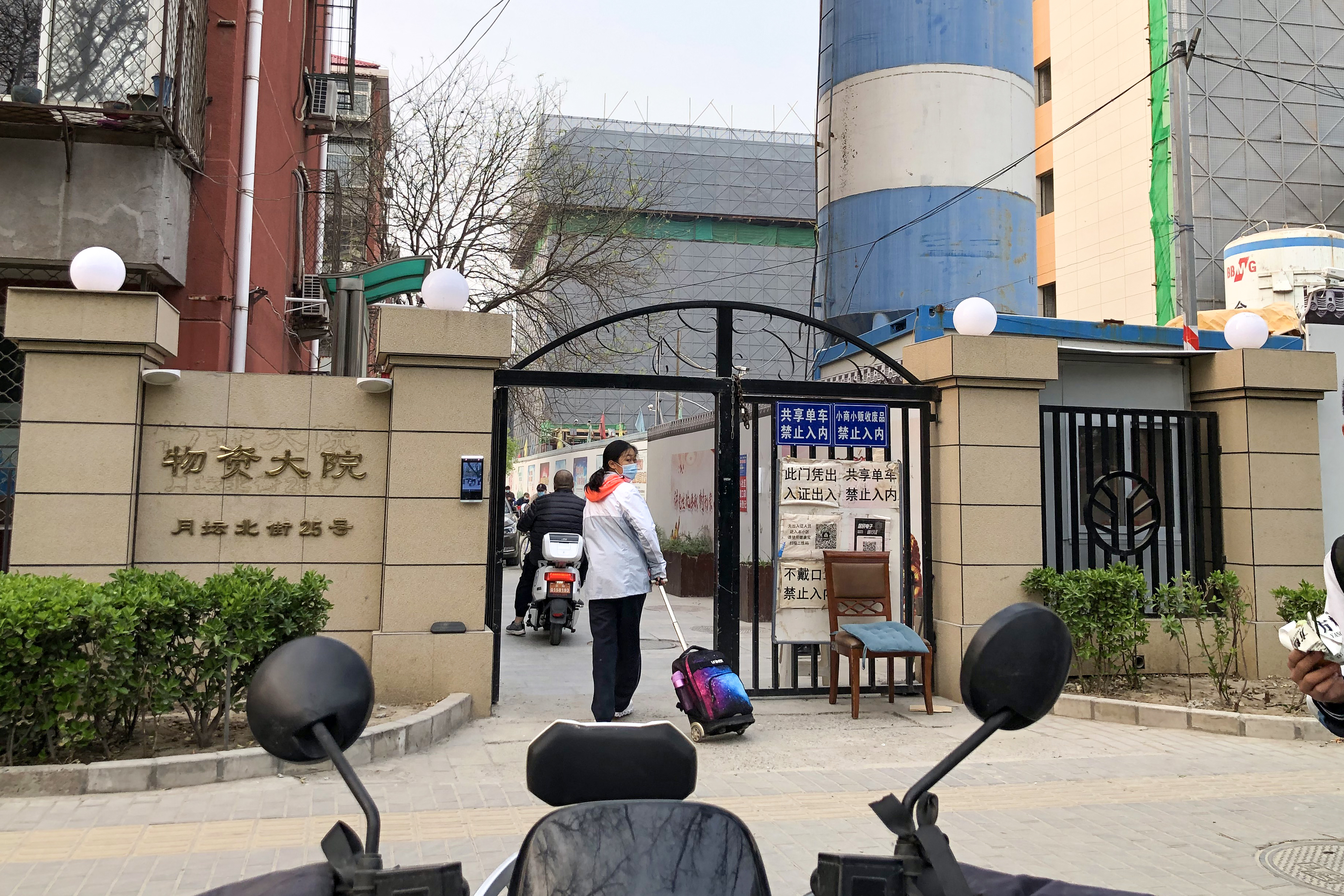
位于北京市西城区月坛北街25号的物资大院（物资部家属院）

中华人民共和国物资部是中华人民共和国国务院曾經存在的一個国务院组成部门。1988年第七届全国人民代表大会第一次会议決定设立；1993年第八届全国人民代表大会第一次会议決定撤销。

## 历史沿革
1949年11月，中央财政部下设北京物资清理处、天津物资清理处。1950年3月3日，政务院第22次政务会议决定成立全国仓库物资清理调配委员会，在1950年6月底前完成清仓，受政务院财经委员会领导。1950年3月10日，政务院第23次政务会议通过《关于全国仓库清理调配的决定》。1950年9月，中央财政部设立物资清理处。1952年12月，财政部物资管理总局移交政务院财经委员会，称国家物资储备局。1956年5月12日，第一届全国人大常委会第四十会议决定成立物资供应总局。
三年困难时期，经济领域的分散主义严重，一些重要物资调不动、调不出来的问题。在计划经济体制下物资调不动，就无法完成计划任务。中央认为全国物资集中统一管理的重要性，于由刘少奇亲自抓物资工作，组建一个物资生产部门之外的物资管理系统，统一调度使用物资资源，解决国民经济严重失调，保证重点生产建设，恢复和发展国民经济。从生产出发，为生产服务为宗旨。1960年5月，在国家经委内组建设立物资管理总局。物资实行集中统一管理，从各部门把物资供应、销售权力拿过来，最主要是冶金（钢铁）、机械（设备）、化工、林业（木材）、建材（水泥）这些部门。从上到下建立物资管理机构。省级、地级直到县级都建立起物资管理公司，形成全国物资管理体系。“一级站”，管中央部属企业物资供应。一类物资为国家统配。二类物资为部委管理。
1963年5月25日，全国人大常委会二届97次会议决定设立国家物资管理总局，局长袁宝华。内设：
- 办公室
- 研究室
- 政治部
  - 党委办公室主任员华
- 综合计划局 副局长李纪章
- 综合调度局
- 财务局
- 某局
- 储运局
- 进出口局
- 三类物资局（地方负责生产和分配的物资）局长韩运。派人下去搞调研，编目录。后来又成立“三类物资领导小组”，制定了《三类物资管理办法》。
- 生产资料服务公司：1962年成立，解决生产与用户之间流通环节信息与交易不畅问题。搞“四代一调”，即：代购、代销、代加工、代托运，组织调剂。打破一切界限，不论是什么企业，都给以“四代一调”服务，解决“小、少、难、急”问题。收服务费1%～2%。下设：
  - 金属材料公司
  - 机电设备公司
  - 化工材料公司
  - 木材公司
  - 建筑材料公司
- 西南地区物资供应局：局长周力
- 西北地区物资供应局：局长刘南生

1964年9月，国家物资管理总局改为国家物资管理部。部长袁宝华，副部长宋致和、李超伯、李哲人、刘炳华、邓存伦、谢北一。1964年国庆节前后，部机关从月坛北小街搬进新建的办公大楼。1967年撤销。
1970年设立国家计委物资局。1975年9月30日设立国家物资总局，由国家计委代管。计委副主任李开信兼任国家物资总局局长。1980年下设司、局级单位25个，1580人。
1982年8月23日国家物资总局改为国家物资局，改由国家经委代管。局长李开信、凌豫勋（1985.7起），副局长李纪章，设司、局级单位20个，定编1200人。陆续设立中国集装箱公司、中国拆船总公司、计算中心等。1987年设司、局级单位27个，定编1566人。
1988年4月，改立国家物资部。1993年3月，随着社会主义市场经济体制的启动，物资部和商业部被撤销，组建国内贸易部。

## 历任部长
1. 袁宝华（1965年1月3日至文革初期）
2. 军管会副主任黄胜真
3. 国家计划委员会物资局（1972年3月）：局长李开信。
4. 国家物资总局：局长兼党的核心小组组长李开信
5. 刘忍
6. 柳随年（1988年-1993年）